# WTA German Open 1993
Il WTA German Open 1993 è stato un torneo di tennis giocato sulla terra rossa.
È stata la 81ª edizione del German Open, che fa parte della categoria Tier I nell'ambito del WTA Tour 1993.
Si è giocato al Rot-Weiss Tennis Club di Berlino in Germania dal 10 al 16 maggio 1993.

## Campionesse

### Singolare
Steffi Graf ha battuto in finale  Gabriela Sabatini con il punteggio di 7–6(3), 2–6, 6–4.

### Doppio
Gigi Fernández /  Nataša Zvereva hanno battuto in finale  Debbie Graham /  Brenda Schultz con il punteggio di 6–1, 6–3.